# Toyota T100
Der Toyota T100 war ein großer Pick-up, den Toyota Ende 1992 als Modell 1993 einführte. Toyota gab an, der T100 sollte als Alternative zu den kleineren Pick-ups, wie z. B. dem Hilux, dienen, aber die Kundschaft kritisierte, dass er zu klein sei, um Interessenten an großen Baustellen-Pick-ups anzuziehen. Das Leergewicht wird mit 1506 kg angegeben. Viele bemängelten auch das Fehlen eines V8-Motors, aber Toyota gab an, man hätte diesen mit Absicht nicht installiert, um ein sparsames Fahrzeug anzubieten, das die Vorteile eines großen Pritschenwagens mit dem Fahrverhalten eines kleinen Pick-ups kombinierte. Obwohl dies Toyotas offizieller Marketingplan war, kamen Gerüchte auf, die Firma wollte Small-Block-V8 von GM  mit 305 cu.in. (5,0 l Hubraum) und 350 cu.in. (5,7 l Hubraum) zukaufen. Ob dies zutraf, weiß niemand; Tatsache ist aber, dass der T100 niemals einen V8-Motor bekam und dies ein wesentliches Verkaufshindernis war.

## Marktposition

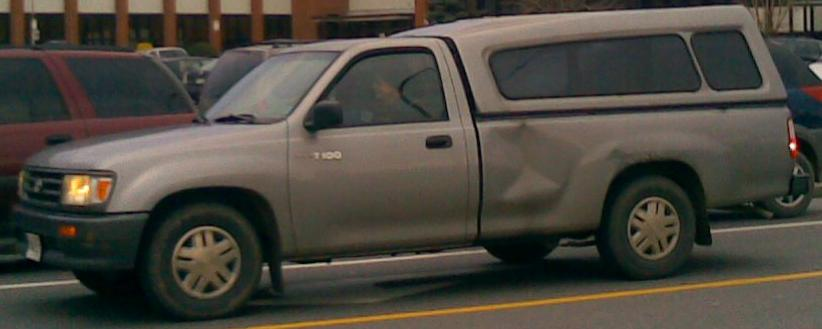
Toyota T100 4x2 (1993)

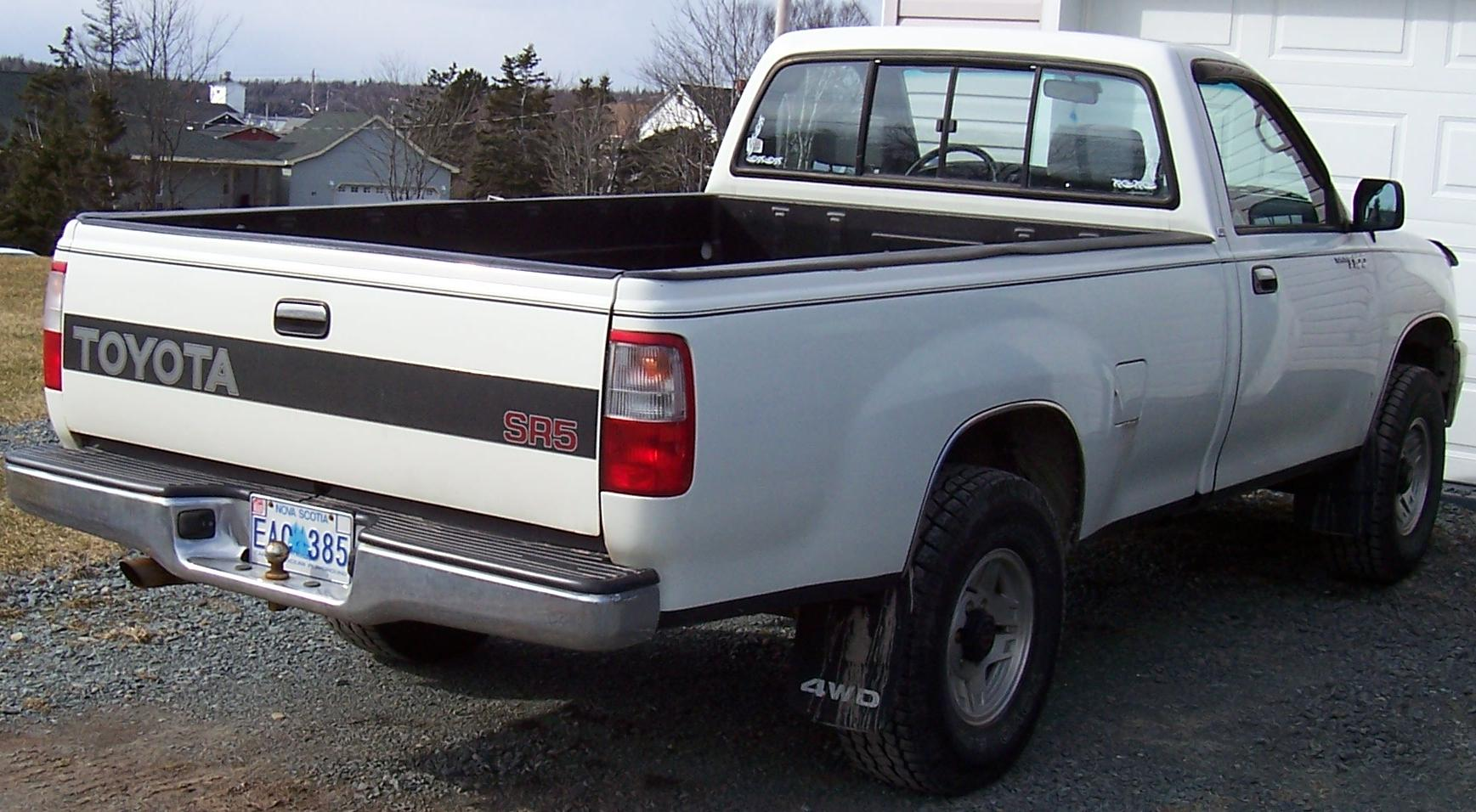
Toyota T100 4x4 (1993)

Anfangs waren die Verkaufszahlen sehr schwach, aber 1996 erreichten die Verkäufe in den USA über 40.000 Stück / Jahr. Auch wenn dies für Toyota zu dieser Zeit ganz ersprießliche Zahlen waren, muss man doch bedenken, dass GM 700.000 Pick-ups im Jahr verkaufte, Ford zwischen 550.000 und 850.000 Stück und Dodge brachte nach Einführung des neuen Ram 1994 zwischen 100.000 und 400.000 Exemplare an den Mann. Ob es auf dieses neue Modell zurückzuführen ist oder nicht, fielen die Verkaufszahlen des T100 um ca. 30 %, als der neue Ram 6 Monate nach dem T100 eingeführt wurde.
Trotz dieser Kritikpunkte an Größe und Motorisierung sammelte der T100 einige gute Medienkritiken, als er von J.D. Power & Ass. den Preis für den besten großen Pick-up des Jahres von der Zeitschrift Popular Science den Preis für den besten Newcomer des Jahres im Jahr seiner Einführung bekam. Der T100 war das erste Auto, das den Initial Quality Survey Award im Jahr seines Erscheinens bekam. Auch in den Folgejahren 1994 und 1995 erhielt der T100 diesen Preis. 1997 war er in dieser Kategorie immer noch bei den besten drei Fahrzeugen.
Als Toyota im Kompakt-Pick-up-Markt der USA in den 1980er- und 1990er-Jahren fest etabliert war, erschien es vielen logisch, dass der Hersteller auch in den Markt für große Pick-ups eindringen wollte. Die Gerüchte gingen viele Jahre, bevor sie 1993 zur Realität wurden, und der erste große Toyota-Pick-up hatte eine 2,4 m lange Pritsche, aber den Motor und das Fahrwerk eines Kompakt-Pick-up. Er war etwas größer als der Dodge Dakota, aber immer noch kleiner als die typischen großen Pick-ups. Dies verlieh dem T100 einen besonderen Platz in der Reihe der Pick-ups. Er war wirtschaftlich und zuverlässig, aber kein großer Verkaufserfolg, sodass Toyota nicht den erhofften Marktanteil erreichen konnte. Obwohl viele Käufer anderer Meinung waren, war der T100 einfach zu klein, wenn auch größer als Toyotas anderer Pick-up, der Hilux und sein Nachfolger, der Tacoma.

## Ausstattung

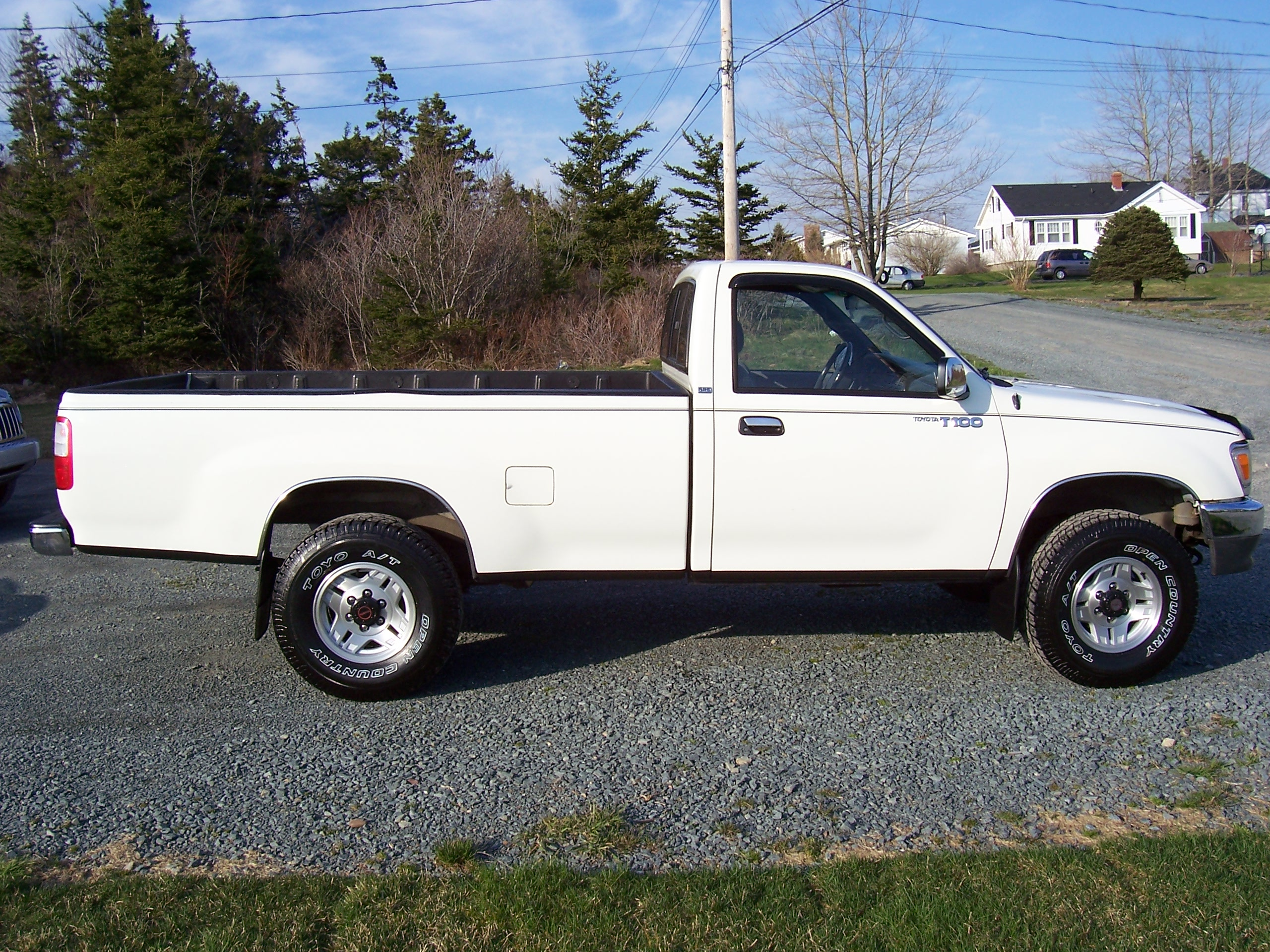
Toyota T100 4x4 SR5 (1993)

Als der T100 eingeführt wurde, gab es ihn nur in einer Ausführung, ein normaler Pritschenwagen, und mit einem Motor, einem 3,0 l-V6 mit 150 bhp (110 kW) Leistung und einem Drehmoment von 244 Nm. 1994 kam ein 2,7 l-R4-Motor dazu, der ebenfalls 150 bhp (110 kW) leistete und ein Drehmoment von 240 Nm entwickelte. Dies geschah in der Hoffnung, dass Versprechen eines geringeren Benzinverbrauchs und eines geringeren Kaufpreises neue Käufer anziehen würde. Schließlich musste Toyota jedoch feststellen, dass es keine Alternative zu einer stärkeren Motorisierung gab, und 1995 wurde der 3,4 l-V6 mit einer Leistung von 190 bhp (140 kW) und einem Drehmoment von 298 Nm hinzugefügt. Später im Jahr kam auch noch ein Xtra Cab (Verlängerte Kabine) dazu. Der T100 hat während seiner gesamten Produktionszeit neben den zusätzlichen Motorisierungen und der zusätzlichen Karosserieform nur wenige Veränderungen erfahren. Ab 1994 wurde ein Airbag für den Fahrer eingebaut (der Beifahrer erhielt nie einen) und ab 1997 wurden bei den allradgetriebenen Modellen serienmäßig 406 mm (16″) hohe Bordwände aufgebaut. Ende 1996 / Anfang 1997 war bereits klar, dass Toyota den Nachfolger (Tundra) entwickelte. In den späten 1990er-Jahren dachten viele, dass diese Entwicklungen zu einem überarbeiteten T100 führen würden (der mit einem V8-Motor ausgestattet würde) und es gab auch Berichte über umgebaute, und mit V8 ausgestattete Testfahrzeuge. Schließlich wurde daraus aber nichts und Toyota präsentierte den komplett neu konstruierten Tundra.
Toyota Racing Development (TRD) baute 1997 einen Kompressor in den 3,4 l-V6-Motor ein. Dieser Motor war im T100, im Tacoma, im 4Runner und später im Tundra zu haben. Die Leistung wurde auf bis zu 265 bhp (195 kW) erhöht – je nach Ausführung des Kompressors –, und das Drehmoment stieg auf 339–359 Nm.
Der T100 wurde von der Toyota-Tochterfirma Hino gebaut und zum Teil auch konstruiert. Es gab drei Ausstattungslinien, das Basismodell, den DX und das Spitzenmodell SR5. Die maximale Anhängelast lag bei 2.360 kg und die Nutzlast bei 1.112 kg. Die meisten Fahrzeuge liefen als ½-Tonner, aber es gab eine Zeitlang auch ein 1-Tonner-Modell (nur mit Hinterradantrieb), bis man es schließlich wegen mangelnder Nachfrage auslaufen ließ.
Alle T100 wurden in Tokio gebaut. Der T100 war der letzte in Japan gebaute Pick-up für die USA. 1998 baute Toyota eine eigene Produktionsstätte in den USA im Gibson County (Indiana) auf, wo der neue Tundra gebaut wurde. Der Verkaufspreis für den in Japan gebauten T100 enthielt 25 % Einfuhrzoll. 1998 wurde die Fertigung des T100 eingestellt. Nachfolger war der Tundra mit V8-Motor. Diese Pick-ups wurden als Gebrauchtwagen sehr beliebt, da sie sehr zuverlässig waren, und haben 15 Jahre nach ihrer Einführung einen hohen Wiederverkaufswert.

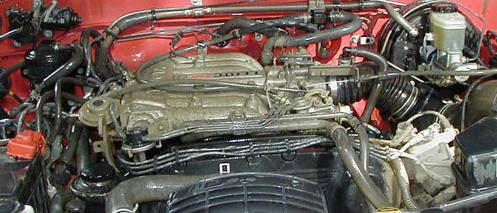
3,0 l-V6 – 1993 / 1994
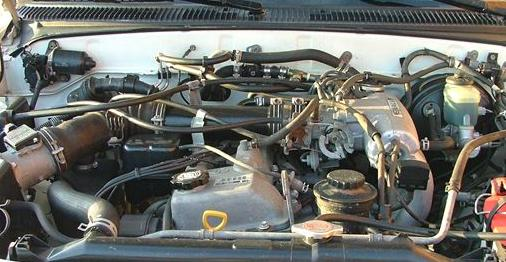
2,7 l-R4 – 1994–1998
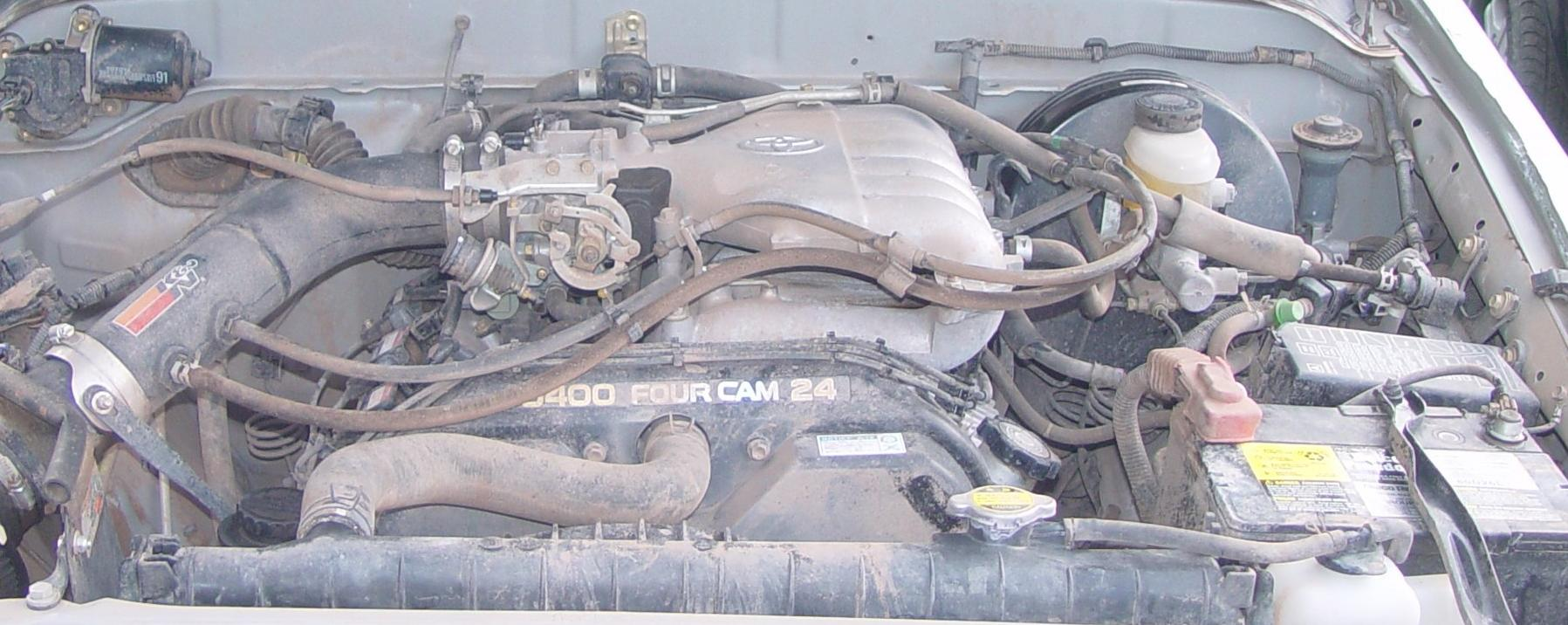
3,4 l-V6 – 1995–1998
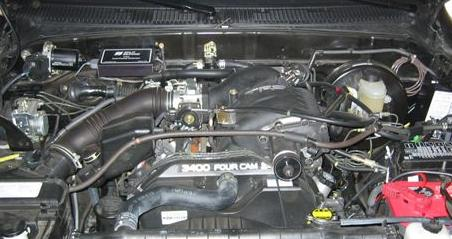
3,4 l-V6-Kompressor – 1997 / 1998

## Entwicklung
1993
- Einführungsjahr des T100
- nur als normaler Pritschenwagen verfügbar
- 3,0 l-V6-Motor mit 150 bhp (110 kW) und 244 Nm als einzige Motorisierung

1994
- Fahrerairbag
- 2,7 l-R4-Motor mit 150 bhp (110 kW) und 240 Nm kommt dazu

1995
- 3,4 l-V6-Motor mit 190 bhp (140 kW) und 298 Nm kommt dazu
- 3,0 l-V6-Motor wird eingestellt
- Xtra-Cab-Modell kommt dazu
- letztes Produktionsjahr für den Pritschenwagen mit Allradantrieb

1996
- neue Außenfarben

1997
- Modell mit 406 mm hoher Bordwand
- neue Außenfarben
- TRD bietet den 3,4 l-V6-Kompressor mit bis zu 265 bhp (195 kW) und 339–359 Nm an

1998
- letztes Baujahr
- neue Außenfarben